# 加拉段柯
加拉段柯（学名：Lithocarpus chiaratuangensis）为殼斗目殼斗科石櫟屬下的一个种。分佈於台灣中央山脈南段海拔350至600公尺的常绿闊葉林內。树高14米，树干宽0.5米，树枝黑灰色。

## 扩展阅读
- 維基物種上的相關：加拉段柯